# アントン・チェーホフ
アントン・パーヴロヴィチ・チェーホフ（ロシア語: Антон Павлович Чехов：アントーン・パーヴラヴィチ・チェーハフ／ラテン文字: Anton Pavlovich Chekhov、1860年1月29日・タガンログ - 1904年7月15日・バーデンワイラー）は、ロシアを代表する劇作家であり、多くの短編を遺した小説家である。

## 生涯

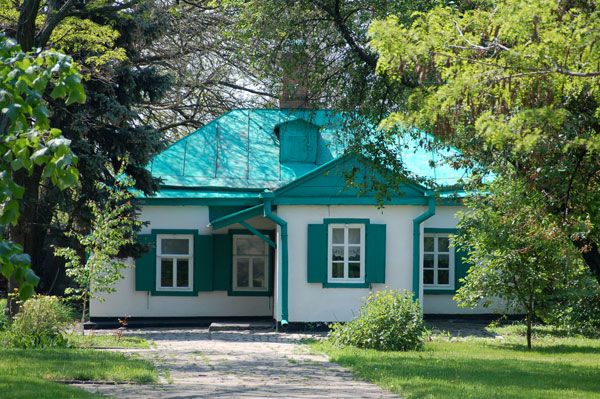
タガンローグにあるチェーホフの生家。死後は「作家アントン・チェーホフ記念館」となっている

アントン・チェーホフは1860年、アゾフ海に面した港町タガンログで父パーヴェル・エゴーロヴィチ・チェーホフと、母エヴゲーニヤ・ヤーコヴレヴナ・チェーホワの3男として生まれた。兄にアレクサンドル、ニコライ、弟にイヴァン、ミハイル、妹にマリヤがいる。父方の祖父エゴールは農奴だったが、1841年に領主に身代金を支払って一家の自由を獲得した。父パーヴェルはタガンログで雑貨店を営んでいた。チェーホフは1867年にギリシア系の学校に入学し、翌年にはロシア系のタガンログ古典科中学(en)に入学した。1876年に一家は破産し、夜逃げしてモスクワに移住した。しかしアントンだけがタガンログに残ってタガンログ古典科中学で勉学を続けた。この頃から詩や戯曲などを書いていたといわれていて、作品名こそ伝えられてはいるが、作品そのものは現存していない。
1879年]に中学を卒業してモスクワに移り、モスクワ大学医学部に入学した。この頃、生活費を稼ぐためにアントーシャ・チェホンテーなど複数のペンネームを用いて雑誌にユーモア短編を寄稿するようになった。学業と作家活動を兼ねる多忙な日々を送り、アントンの友人が家を訪れると、父であるパーヴェルが「いまアントンは忙しいから」と面会を断ることも多々あったという。1884年には医学部を卒業し、医師としての資格を得、また実際に医師としてモスクワの自宅において診察などを行うようになった。1884年12月には結核に感染して喀血し、以後死去するまで結核に悩まされることとなった。1885年末には首都サンクトペテルブルクに滞在し、文壇から歓迎されるとともに、親友となるアレクセイ・スヴォーリンとの交友が始まった。
作家として駆け出しの頃のチェーホフはユーモア短編を主に書いていたが、いわゆる「本格的な」作家への転機となったのは1886年に老作家ドミートリイ・グリゴローヴィチから激励と忠告を受けたことだったといわれている。グリゴローヴィチはチェーホフの文筆家としての才能を称賛しつつ、ユーモア短編の量産はせっかくの才能を浪費するものだと警告し、これを機にチェーホフは文学的な作品の創作に取り組むようになった。
1887年に書かれた初の本格的な長編戯曲『イワーノフ』は翌88年の初演の評判こそよくなかったものの、1889年にサンクトペテルブルクのアレクサンドリンスキイ劇場での再演は好評を博した。チェーホフは文壇の寵児となり、おどけて自らを「文壇のポチョムキン」と呼びさえした。当時の書簡には、ペテルブルクの道を歩くだけで花束を胸元に捧げられ、女性たちに囲まれたと記している。チェーホフはこの頃、レフ・トルストイの思想に傾倒し、「退屈な話」（1889年）は人生の意味を見失って不安と懐疑に苛まれる老教授のわびしい心情を描いたが、この作品はレフ・トルストイの短編『イワン・イリイチの死』を下敷きにしたとたびたび指摘される。
1890年4月から12月にかけ、チェーホフは当時流刑地だったサハリン島へ「突然」でかけ、囚人たちの過酷な生活や環境をつぶさに観察し記録を残した。この時チェーホフは現地駐在の日本人外交官とも交流し、さらに帰途、日本への渡航も計画したが、これはコレラ流行のため断念せざるを得なかった。1890年の見聞は旅行記『サハリン島』（露: Остров Сахалин）に編んでおり、この旅を作家チェーホフの転機とみなす指摘は少なくない。翌91年には新聞社主のアレクセイ・スヴォーリンとともに西ヨーロッパを訪れた。スヴォーリンはチェーホフの作品をすでにいくつも出版した人物であり、2人は長く親密な友人関係を築いた仲であった。しかしドレフュス事件を受け、チェーホフはアルフレド・ドレフュスを擁護するとスヴォーリンと対立し、両者の関係は決裂に至る。

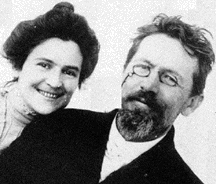
チェーホフとオリガ・クニッペル

1892年にモスクワ郊外のメリホヴォに土地を購入して移り住んだチェーホフは、地主になったことを大変喜んでおり、また医師として周辺農民を診察し治療もし始めた。1895年秋には長編戯曲『かもめ』を執筆した。この作品は翌1896年秋にサンクトペテルブルクのアレクサンドリンスキイ劇場で初演されると、ロシア演劇史上、類例がないほどの失敗に終わった。しかし2年後の1898年には、モスクワ芸術座による再演が大きな成功を収めている。同座はこの成功を記念してシンボル・マークを変え、飛翔するかもめをデザイン化した意匠を採用した。
演劇界の動向に対してチェーホフの健康は悪化しつつあり、1897年3月には大量に喀血して倒れた。医師に転地を勧められたチェーホフはクリミア半島南部のヤルタで静養したが、同年10月には父パーヴェルを亡くすと父の最期の地メリホヴォを離れる決意をして土地を売りに出す。チェーホフはヤルタに建てた家が完成すると、翌1899年にメリホヴォを転出した。ヤルタでは短編小説「犬を連れた奥さん」などを執筆し、転入した1899年にはモスクワ芸術座が『ワーニャ伯父さん』を初演、同座初演は1901年の『三人姉妹』が続く。チェーホフはこの上演でマーシャ役を演じた女優のオリガ・クニッペルと同年5月に結婚した。翌1902年、マクシム・ゴーリキーの学士院会員選出の取り消しに抗議して、ウラジミール・コロレンコとともに会員を辞退した。
1904年には最後の作品『桜の園』がやはりモスクワ芸術座によって初演され、期間中の1月17日はチェーホフの44歳の誕生日と筆歴25年を兼ね祝賀会を行った。だが本人はすでに結核で病み衰え、舞台に立ち続けることはできなかった。同年6月、転地療養のためドイツのバーデンワイラーに赴くと、翌月の7月15日（ユリウス暦7月2日）に同地で亡くなった。最後の言葉はドイツ語で「私は死ぬ」であったと伝えられる。墓所はモスクワのノヴォデヴィチ墓地である。

## 評価
アントン・チェーホフはロシア文学の中で、あるいは世界文学史でも有数の巧みな小説作家である。
当時ロシアの文壇では長編こそが小説であるという風潮が強く、チェーホフのように第一線で短編小説を絶えず発表した書き手はいなかった。しばしばフランスのギ・ド・モーパッサンとも比較されるが、伏線を計算して配置するプロットに技巧を凝らした小説にはあまり関心をもたなかったとされる。典型的なチェーホフの物語は外的な筋をほとんど持たない。その中心は登場人物たちの内面にあり、会話の端や細かな言葉、ト書きに注目するほかない。しばしば語られることではあるが、チェーホフの小説や劇においては何も起こらない。あるいはロシア人研究者チュダコーフが指摘するように、「何かが起こっても、何も起こらない」。
小説にとどまらず、チェーホフは最晩年の作品である戯曲『かもめ』、『三人姉妹』、『ワーニャ伯父さん』、『桜の園』の作者として、伝統的な戯曲と対極を成す新たな領域を切り開いた劇作家でもある。これらの作品の与えたインパクトの多くは、例えば『かもめ』の終幕に代表される巧みなアンチクライマックス（遁辞法）による。
井上ひさしは、チェーホフは演劇革命を起した人物だとし、一に主人公という考え方を舞台から追放した、二に主題という偉そうなものと絶縁した、三に筋立ての作り方を変えたと分析している。

## 人物像
ソ連時代には「文豪チェーホフ」というイメージに適う「紳士チェーホフ」という人物像が政治的にあてはめられていた。当時出版されたチェーホフ全集などで、家族がそれにあてはまらない箇所を削除したことがわかっている。日本でも、チェーホフ作品の翻訳者として知られた神西清による「チェーホフは酒を絶っていた」などの言葉がある。しかし、チェーホフはむしろ酒豪の部類に入る人間であったし、書簡などを読めばいわゆる「下ネタ」を嫌っていたわけでもなく、オリガとの交際中も複数の女性と関係を持っていたことは伝記的な事実である。チェーホフ自身は、象徴主義的な方法による演劇を嫌っており、『かもめ』の中でコスチャの劇中劇としてパロディー化したが、同時に象徴派の詩人モーリス・メーテルリンクから大きな影響を受けたとも告白している。他に影響を受けた劇作家に、ヘンリック・イプセンがいる。『かもめ』は、イプセンの『野鴨』（チェーホフが気に入っていた作品のひとつ）抜きに、今日演じられるものには成らず、全く書かれなかった可能性もあった。

## 没後の影響
没後ロシア文学界ではチェーホフの評価は高かったものの、国際的な評価は第一次世界大戦最中、コンスタンス・ガーネットにより作品が英訳された後も低かった。
しかしチェーホフの評論家の鋭い分析に挑む挑戦的な文学スタイルで、1920年代からイギリスではチェーホフの戯曲が人気を博し、今日ではイギリス演劇の代表的なものとなっている。またアメリカ演劇界は写実的な演劇を上演するスタニスラフスキーの演出技巧の影響を経た後、それに遅れるような形でチェーホフの影響が次第に強くなってくる。テネシー・ウィリアムズやアーサー・ミラー、クリフォード・オデッツなども好んでチェーホフの技法を用いている。
イギリスの演劇作家であるマイケル・フレインは、チェーホフのおどけた家族が見る社会に焦点を置いて描く作風に影響を受けた作家としてよく挙げられる。短編作家の多くも同じように少なからず、チェーホフの影響は受けている。その代表格としてキャサリン・マンスフィールドやジョン・チーヴァーがいる。またアメリカの作家のレイモンド・カーヴァーもチェーホフのミニマリズム的な散文に影響を受けているし、20世紀イギリスの短編作家のV・S・プリチェットもチェーホフの作品から影響を受けている。
またチェーホフの作品を元に制作された映画では、エミーリ・ロチャヌーの『狩場の悲劇』（1978年）や、ニキータ・ミハルコフとマルチェロ・マストロヤンニの合作の『黒い瞳』（1987年）、ルイ・マルの『42丁目のワーニャ』（1994年）、アンソニー・ホプキンスの『8月の誘惑』などがある。
日本では明治後期の1903年に瀬沼夏葉によって日本語訳が始まり、チェーホフの生前にすでに六篇が日本語に訳されている。筋らしい筋のないその作品スタイルは、私小説を主体とする近代日本文学でも当初から高く評価され、大きな影響を与えた。具体的な例としては志賀直哉『剃刀』が「ねむい」、井伏鱒二『山椒魚』が「賭」、太宰治『斜陽』が「桜の園」に着想を得ていることが指摘されている。

## 記念
チェーホフ没後は、晩年を過ごしたヤルタの家は妹のマリヤが管理し、後年に博物館として開館した。マリヤは1957年に死去するまでこの博物館の館長を務めていた。1922年にはモスクワにもチェーホフ博物館が建設され、1954年にはかつてモスクワでチェーホフが暮らしていた旧居へと移転した。これに対し、その前に住んでいたメリホヴォの屋敷はすでに人手に渡っていたが、ロシア革命によって国有化され、コルホーズとなっていた。やがて1940年にここにもチェーホフ博物館を建設する決定がくだされ、1944年に正式に開館した。チェーホフの生地であるタガンログでも、チェーホフの生家が「チェーホフの家」として、通っていた学校は「A.P.チェーホフ文学博物館」としてそれぞれ博物館になっている。このほか、チェーホフが1890年に訪れたサハリンにおいても、1995年に州都ユジノサハリンスク市において「「A.P.チェーホフ」サハリン島文学記念館」が設立され、2013年に移転改装された。
1954年には、チェーホフ没後50周年を記念して、メリホヴォからほど近いモスクワ州のロパースニヤ市がチェーホフ市と改名された。また1946年にはソ連の実効支配下のもとで、旧日本領の南樺太西海岸南部にあった野田町はかつてサハリンを訪れたチェーホフにちなんでチェーホフ町へと改名された。2019年5月31日にユジノサハリンスク空港（所在地はサハリン州都）がチェーホフの名前を冠するアントン・チェーホフ空港へと改名されるにつき、ロシア大統領ウラジーミル・プーチンが大統領令に署名した。チェーホフの出身地であるタガンログでは、劇場や図書館などに献名されている。

## 作品

### 戯曲
- プラトーノフ（1881年） - 一幕
- タバコの害について（1886年、1902年）
- イワーノフ（1887年） - 四幕
- 熊 (1888年） - 一幕
- 結婚申込（1888年 -1889年） - 一幕
- 森の精（1889年） - 四幕
- かもめ（1896年）
- ワーニャ伯父さん（1899年-1900年） -『森の精』の改作
- 三人姉妹（1901年）
- 桜の園（1904年）

### 推理小説など
- 狩場の悲劇（英語版）（ロシア語 Драма На Охоте）The Hunting Ground Tragedy (1884年） - 半ロマン・半ミステリの長篇推理小説。二大トリックはバロネス・オルツィにおよそ20年（バーナビー・ロスには50年）、アガサ・クリスティに40年も先行している[39]。
- 安全マッチ（Шведская спичка）Safety matches (1884年）
- 長靴（Резиновые сапоги）The Wellington Boots (1885年）
- 音楽家と手品
- つとめの身
- 殺人

### ノンフィクション
- サハリン島（1895年）
  - 中村融 訳『サハリン島』（岩波文庫 上・下、1953年、復刊1997年ほか）
  - 原卓也 訳『サハリン島』（中央公論新社 新書判、2009年）-「全集13」と同版
  - 松下裕 訳『シベリアの旅・サハリン島』ちくま文庫〈チェーホフ全集 12〉[注釈 6]（1994年、復刊2009年）

### 主な短編小説
- かき（1884年）
- カメレオン（1884年）
- 曠野（1888年、こうや）
- ともしび（1888年）
- ねむい（1888年）
- 退屈な話（1889年）
- グーセフ（1890年）
- 決闘（英語版）[注釈 7]（1891年）
- 妻（1892年）- トルコ映画『雪の轍』は、この作品にヒントを得て制作。
- 六号室（1892年）
- 恐怖（1892年）
- 黒衣の僧（1894年）
- ロスチャイルドのヴァイオリン（1894年）
- 学生（1894年）
- 文学教師（1894年）
- 三年（1895年）
- アリアドナ（1895年）
- 殺人（1895年）
- 中二階のある家（1896年）
- わが生活（1896年）
- 百姓ども（1897年）
- 荷馬車で（1897年）
- 箱にはいった男、すぐり、恋について（1898年） - 三部作
- イオーヌィチ（1898年）
- 往診中の出来事（1898年）
- 新しい別荘（1898年）
- 役目がら（1898年）
- かわいい女（1899年）
- 犬を連れた奥さん（1899年）
- クリスマス週間に（1899年）
- 谷間（1899年）
- 僧正（1902年）
- いいなずけ（1903年）

## 日本語文献

### 主な作品集
- 『チェホフ全集』広津和郎、湯浅芳子ほか（新潮社、1919年）NCID BN14927770
- 『チェーホフ・ユモレスカ』 松下裕 訳（全3巻、新潮社）
- 『チェーホフ全集』 中村白葉（金星堂、1934年）NCID BN13902016
- 『チェーホフ全集』原卓也、神西清、池田健太郎（全16巻、中央公論社、1960年）NCID BN01001343。
  - 改版1968年、NCID BA36870198 - 最終2巻は書簡集、別巻は下記
    - 新訂版 1975年 NCID BN04816955 / 新訂再版、1988年。ISBN 4124021615, 4124021623, 4124021631, 412402164X, 4124021658, 4124021666, 4124021674, 4124021682, 4124021690, 4124021704, 4124021712, 4124021720, 4124021747, 4124021755, 4124021763、NCID BN03644774
- 『チェーホフ全集』各・全12巻 松下裕 訳（筑摩書房）NCID BN01422647
  - 改訂刊行（筑摩書房〈ちくま文庫〉、1993年）ISBN 4480028013, 4480028021, 448002803X, 4480028048, 4480028056, 4480028064, 4480028072, 4480028080, 4480028099, 4480028102, 4480028110, 4480028129。NCID BN09880441。
- 『チェーホフ小説選』、『チェーホフ戯曲選』 松下裕 訳（水声社）
- 『チェーホフ・コレクション』全23巻 工藤正廣、児島宏子、中村喜和 訳（未知谷）
- 『チェーホフ短篇集　新訳』沼野充義 訳（集英社）- 電子書籍も刊

### 文庫訳書（近年刊）
※は電子書籍も刊
- 『かもめ・ワーニャ伯父さん』 神西清 訳（新潮文庫 改版2001年）
- 『かわいい女・犬を連れた奥さん』 小笠原豊樹 訳（新潮文庫 改版2005年）※
- 『桜の園・三人姉妹』 神西清 訳（新潮文庫 改版2011年）
- 『カシタンカ・ねむい 他七篇』 神西清 訳（岩波文庫 2008年）
- 『チェーホフ・ユモレスカ 傑作短編集 Ⅰ』 松下裕 訳（新潮文庫 2008年）
- 『チェーホフ・ユモレスカ 傑作短編集 Ⅱ』 松下裕 訳（新潮文庫 2009年）
- 『郊外の一日 新チェーホフ・ユモレスカ①』 松下裕 訳（中公文庫 2015年）
- 『結婚披露宴 新チェーホフ・ユモレスカ②』 松下裕 訳（中公文庫 2015年）
- 『狩場の悲劇』 原卓也 訳（作家論：江戸川乱歩、中公文庫 2022年）※
- 『子どもたち・曠野 他十篇』 松下裕 訳（岩波文庫 2009年）
- 『ともしび・谷間 他七篇』 松下裕 訳（岩波文庫 2009年）
- 『六号病棟・退屈な話 他五篇』 松下裕 訳（岩波文庫 2009年）
- 『かもめ』 浦雅春 訳（岩波文庫 2012年）※
- 『かもめ』 沼野充義 訳（集英社文庫 2012年）※
- 『チェーホフ短篇集』 松下裕 編訳（ちくま文庫 2009年）、代表作全12篇
- 『チェーホフ集 結末のない話』 松下裕 編訳（ちくま文庫 2010年）、全51篇の超短編
- 『ワーニャ伯父さん／三人姉妹』 浦雅春 訳（光文社古典新訳文庫 2009年）※
- 『桜の園／プロポーズ／熊』 浦雅春 訳（光文社古典新訳文庫 2012年）※
- 『ヴェーロチカ／六号室　チェーホフ傑作選』 浦雅春 訳（光文社古典新訳文庫 2023年）※
- 『馬のような名字 チェーホフ傑作選』 浦雅春 編訳（河出文庫 2010年）※

### 回想ほか
- オリガ・クニッペル『夫チェーホフ』 池田健太郎 編訳（麦秋社）
- 『チェーホフ＝クニッペル往復書簡』 牧原純、中本信幸 編訳（全3巻、麦秋社）
- マリヤ・チェーホフ『兄チェーホフ 遠い過去から』 牧原純 訳（筑摩書房〈筑摩叢書〉、1992年）、旧版は未來社
- ミハイル・チェーホフ『わが兄チェーホフ』 宮島綾子 訳（東洋書店新社、2018年）
- 『チェーホフの思い出』 池田健太郎 編訳（中央公論社）- 友人・近親者たちの回想、「全集」別巻、単行新版
- リディア・アヴィーロワ『チェーホフとの恋』 小野俊一 訳（未知谷、2005年）
  - リジヤ・アヴィーロワ『私のなかのチェーホフ』 尾家順子 訳（群像社ライブラリー、2005年）- 同著の別訳
- ボリース・ザイツェフ『チェーホフのこと』 近藤昌夫 訳（未知谷、2014年）
- イワン・ブーニン『ブーニン作品集5 呪われた日々 チェーホフのこと』 佐藤祥子、尾家順子、利府佳名子 訳（群像社、2003年）
- 『チェーホフの風景』 ペーター・ウルバン編、谷川道子 訳（文藝春秋、1995年）- 写真多数の文学アルバム
- ウラジーミル・ギリャロフスキー『帝政末期のロシア人』[注釈 8]村手義治 訳（中央公論社、のち中公文庫）

### 伝記研究
- アンリ・トロワイヤ『チェーホフ伝』 村上香住子 訳（中央公論社、改訂版・中公文庫、1992年）
- 原卓也 編『チェーホフ研究』（中央公論社）- 初刊は「全集」別巻、1960年
- イレーヌ・ネミロフスキー『チェーホフの生涯』 芝盛行 訳・解説（未知谷）
- 松下裕『チェーホフの光と影』（筑摩書房）
- 沼野充義『チェーホフ 七分の絶望と三分の希望』（講談社）
- 浦雅春『チェーホフ』 岩波新書
- 牧原純『北ホテル48号室 チェーホフと女性たち』（未知谷）
- 牧原純『二人のオリガ・クニッペル チェーホフと「嵐」の時代』（未知谷）
- 池田健太郎『チェーホフの生活』（中央公論社）
  - 他に『「かもめ」評釈』（中央公論社）、『チェーホフの仕事部屋』新潮選書 - 遺作
- 佐藤清郎『わが心のチェーホフ』（以文社）- 他に以下を刊行（各・筑摩書房）
  - 『チェーホフの生涯』、『チェーホフ芸術の世界 覚醒と脱出へのいざない』
  - 『チェーホフ劇の世界 その構造と思想』、『チェーホフへの旅』
- 『チェーホフの短篇小説はいかに読まれてきたか』 井桁貞義、井上健 編（世界思想社）
- セルゲイ・ザルイギン『わがチェーホフ』 岩田貴 訳（群像社）
- ロジェ・グルニエ『チェーホフの感じ』 山田稔 訳（みすず書房）
- 『文芸読本 チェーホフ』（河出書房新社）- 作家論集と短編・戯曲数編
- エヴゲーニイ・バラバノーヴィチ『チェーホフとチャイコフスキー』中本信幸 訳（新読書社）

## 関連人物
- レフ・トルストイ - 32歳年上のロシアの文豪。チェーホフの活動時期はトルストイの活動後期と同時代であり、チェーホフは彼の作品や思想に敬意を抱いていた。1895年にトルストイの領地であるヤースナヤ・ポリャーナで会談して以降親交を結び、トルストイはチェーホフのヤルタの家に何度か見舞いに訪れている[40]。
- マクシム・ゴーリキー - チェーホフを師として慕ったロシアの作家、劇作家。1898年にゴーリキーからの手紙を受け取って以降交友が始まり、1899年にはヤルタで面会して[41]、以降その死に至るまで交友を結んだ。
- ピョートル・チャイコフスキー - 親交のあったロシアの作曲家。実現に至らなかったが共同でオペラを制作する計画があった。
- セルゲイ・ラフマニノフ - 同じく親交のあったロシアの作曲家。『ワーニャ伯父さん』のセリフを元に歌曲（作品26の3）を作曲した。
- マイケル・チェーホフ - 甥で俳優、演出家、モスクワ芸術座を主に俳優の育成にもあたった。
- レフ・クニッペル - チェーホフの妻オリガ・クニッペルの甥、作曲家。『ポーリュシカ・ポーレ』（露: Полюшко-поле）の作曲者[注釈 9]。
- コンスタンチン・スタニスラフスキー - 俳優、演出家、モスクワ芸術座の創始者。ロシア演劇の代表的人物。

翻訳者
- 神西清 - 『ワーニャ伯父さん』の翻訳で文部大臣賞を受賞。
- 小野理子 - 『桜の園』、『ワーニャおじさん』岩波文庫 新訳
- 木村彰一 - 講談社版ほか。
- 中村喜和 - 「チェーホフ・コレクション」を共訳。
- 小田島雄志 - 戯曲（白水社）。英訳版からの重訳という手法は翻訳のあり方をめぐる議論を喚起した。
- 沼野充義 - 『かもめ』や『かわいい女』（「かわいい」）ほか
- 湯浅芳子 - 戦前からの訳者。

演出家、舞台人
- 渡辺守章 - フランス文学者、『かもめ』をフランス語訳版を元に演出。
- 宇野重吉 - 名優で演出家でも著名。
- 蜷川幸雄 - 多作品を演出。
- 千田是也 - 俳優座主宰、多作品を演出。

文人
- 中村草田男‐俳人、7月15日の忌日を「チェーホフ忌」として俳句の季語に取り入れた。